# HD192666
HD192666 — хімічно пекулярна зоря спектрального класу
B9 й має  видиму зоряну величину в смузі V приблизно  6,3.
Вона  розташована на відстані близько 526,9 світлових років від Сонця.

## Пекулярний хімічний склад
Зоряна атмосфера HD192666 має підвищений вміст 
Hg
.